# Elisha Baxter
Elisha Baxter, född 1 september 1827 i Rutherford County, North Carolina, död 31 maj 1899 i Batesville, Arkansas, var en amerikansk republikansk politiker. Han var den 10:e guvernören i delstaten Arkansas 1873-1874.
Han gifte sig 1849 med Harriette Patton. Paret fick sex barn. Hans bror Taylor gifte sig med hennes syster Charity. Elisha och brodern Taylor flyttade 1852 till Batesville, Arkansas. Baxter studerade juridik och inledde 1856 sin karriär som advokat. Han var ledamot av delstatens senat 1854-1856 och 1858-1860.
Amerikanska inbördeskriget bröt ut 1861. Baxter förespråkade neutralitet för Arkansas vid krigsutbrottet. Han ville inte kämpa i Amerikas konfedererade staters armé, blev anhållen och åtalad för landsförräderi. Han blev fritagen i samband med att nordstatsarmén ockuperade Little Rock. Han tjänstgjorde därefter som överste i nordstatsarmén.
Baxter blev 1864 utnämnd till chefsdomare i Arkansas högsta domstol. Han blev sedan 1868 utnämnd till en federal domstol. Han vann 1872 års guvernörsval i Arkansas men motkandidaten Joseph Brooks vägrade att acceptera resultatet. Delstatens milis stödde Brooks och avsatte Baxter 1874 för en månad. Baxter återinsattes med hjälp av federala trupper. Konflikten fick namnet Brooks-Baxter War. Baxter tackade nej till att kandidera i 1874 års guvernörsval. Han efterträddes av demokraten Augustus Hill Garland.
Kriget mellan Brooks och Baxter innebar att republikanernas två olika falanger stod mot varandra. Följande republikansk guvernör i Arkansas efter Baxter var Winthrop Rockefeller som tillträdde i januari 1967.
Baxters grav finns på Oaklawn Cemetery i Batesville, Arkansas. Baxter County har fått sitt namn efter Elisha Baxter.